# Epitola gordoni
Epitola gordoni är en fjärilsart som beskrevs av Druce 1903. Epitola gordoni ingår i släktet Epitola och familjen juvelvingar. Inga underarter finns listade i Catalogue of Life.